# Iacanga
Iacanga é um município brasileiro do estado de São Paulo. Sua população estimada em 2020 foi de 11.858 habitantes, no entanto a população flutuante aproxima-se dos 14 mil habitantes. O município é formado somente pelo distrito sede, que inclui os bairros rurais Quilombo e São Vicente..

## História

### Formação territorial-administrativa
Histórico da formação do município:
- Antigo povoado de Ribeirão Claro
- Distrito criado com a denominação de Iacanga, no município de Pederneiras, pela Lei nº 1.200, de 30/12/1909.
- Município criado pela Lei nº 2.026, de 27/12/1924.

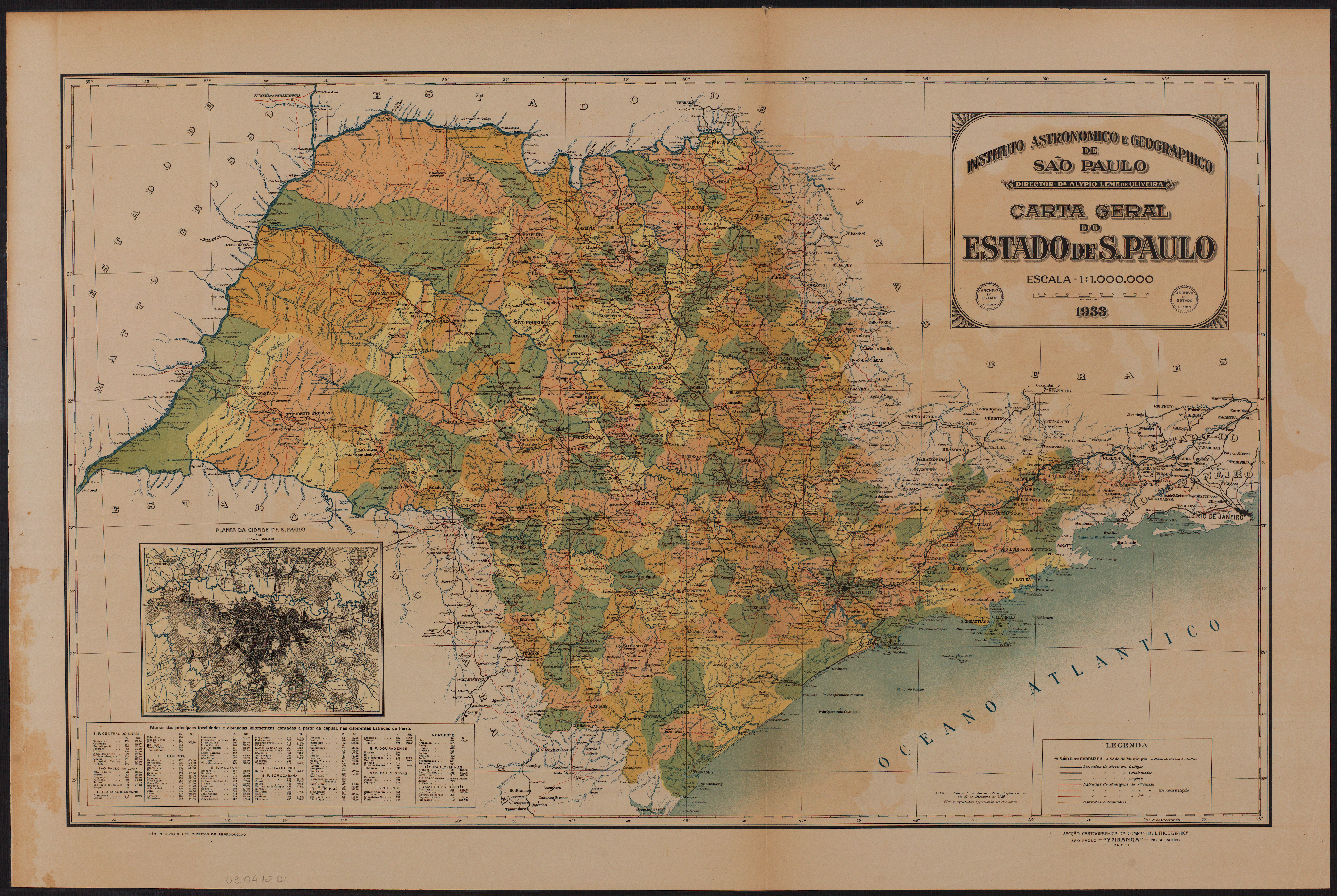
Estado de São Paulo (1933).

## Demografia

### Dados demográficos
População residente 11.559 (IBGE - 2018)
Densidade demográfica (hab./km²): 18,25
Mortalidade infantil até 1 ano (por mil): 14,11
Expectativa de vida (anos): 72,18
Taxa de fecundidade (filhos por mulher): 2,16
Taxa de alfabetização: 89,98%
Índice de Desenvolvimento Humano (IDH-M): 0,779
- IDH-M Renda: 0,706
- IDH-M Longevidade: 0,786
- IDH-M Educação: 0,845

(Fonte: IPEADATA)

## Geografia
Localiza-se a uma latitude 21º53'24" sul e a uma longitude 49º01'29" oeste, estando a uma altitude de 422 metros.

### Hidrografia
- Ribeirão Claro
- Rio Tietê

### Rodovias
- SP-321 - Rodovia Cezário José de Castilho
- SP-331 - Rodovia Hilário Jorge Spuri

## Infraestrutura

### Comunicações
O sistema de telefones automáticos foi inaugurado na cidade em 1977 pela Telecomunicações de São Paulo (TELESP), que também implantou o sistema de discagem direta à distância (DDD) em 1979 com o código de área (0142). Anteriormente a cidade era atendida pela Companhia de Telecomunicações do Estado de São Paulo (COTESP).
Na década de 90 o código DDD da cidade foi alterado para (014), para padronização do sistema telefônico com a telefonia celular que estava sendo implantada em todo o estado.

## Religião
O Cristianismo se faz presente na cidade da seguinte forma:

### Igreja Católica
- A igreja faz parte da Diocese de Bauru.[13]

### Igrejas Evangélicas
- Assembleia de Deus Ministério do Belém.[14][15]
- Congregação Cristã no Brasil.[16]